# Dynamo Apeldoorn
Dynamo Apeldoorn ist ein niederländischer Volleyball-Verein aus Apeldoorn, der in der ersten niederländischen Liga (A-League) und in der Champions League spielt.

## Geschichte
Der Verein wurde 1967 als Dynamo Apeldoorn gegründet. Seit 1986 trat die Mannschaft unter dem Sponsornamen Piet Zoomers/D Apeldoorn auf. 1991 wurde der Verein zum ersten Mal niederländischer Meister und konnte diesen Erfolg bis heute zehn Mal wiederholen. Außerdem gewann die Mannschaft seit 1993 sechsmal den niederländischen Pokal und Superpokal. Ihren größten internationalen Erfolg erreichte die Mannschaft mit dem Gewinn des Top Teams Cup im Jahr 2003. Im Jahr 2009 hat sich der Sponsor zurückgezogen und der Verein heißt wieder SV Dynamo (Sportverein Dynamo).